# Gottesackerkirche Zur Auferstehung Christi

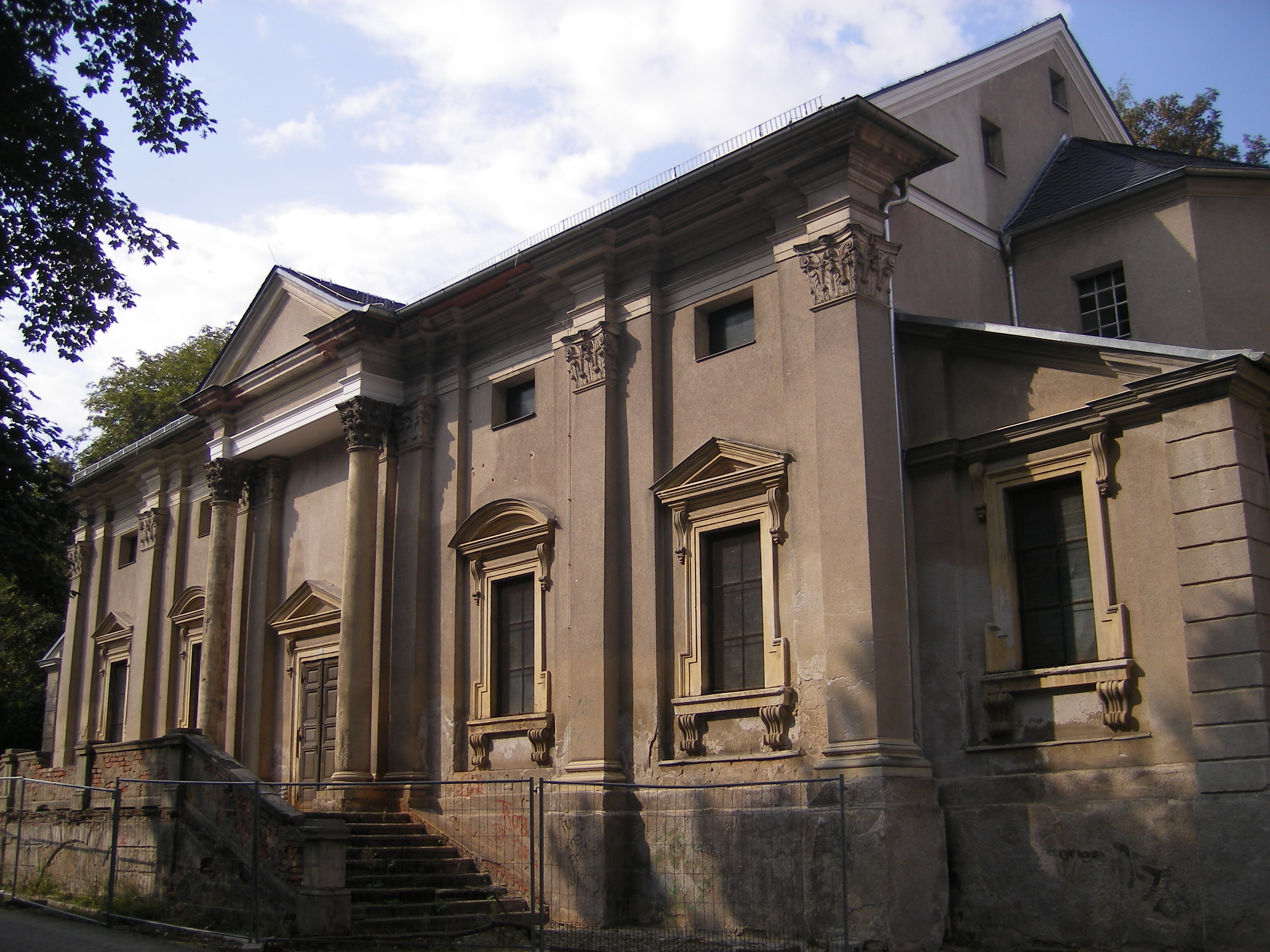
Die Gottesackerkirche

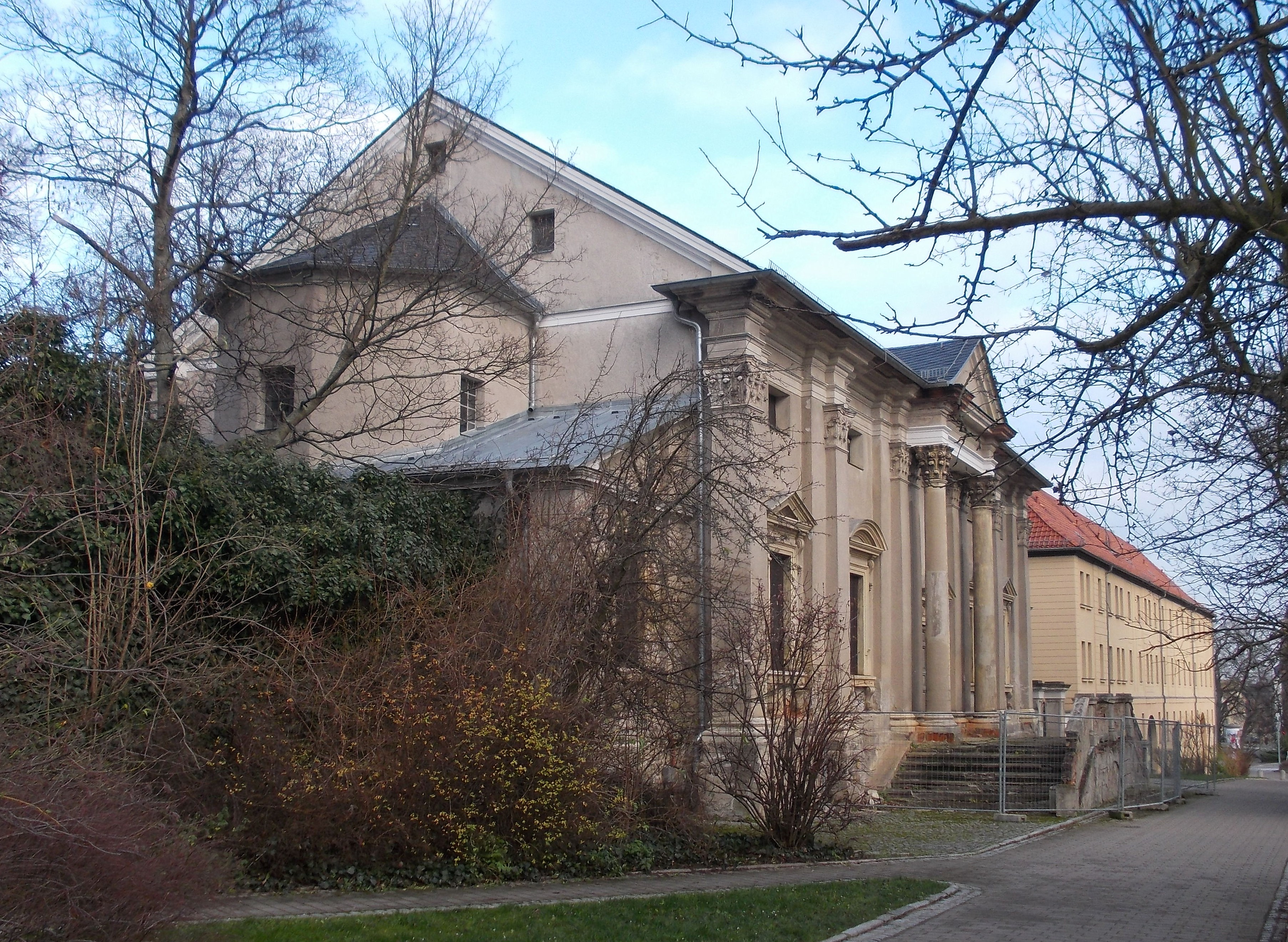
Rückansicht der Kirche

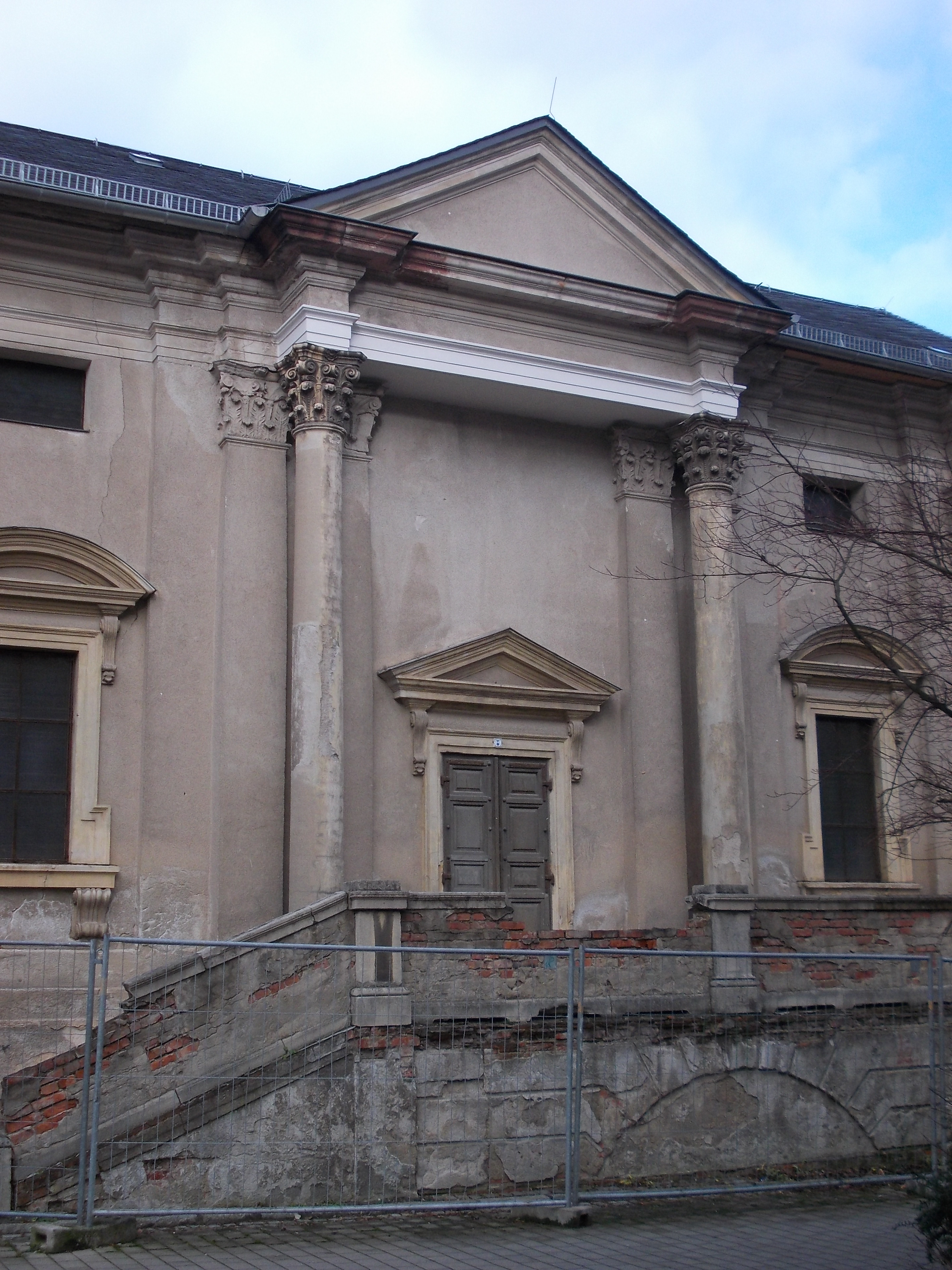
Portalansicht

Die ehemalige evangelisch-lutherische Gottesackerkirche Zur Auferstehung Christi steht in der Stadt Altenburg im Landkreis Altenburger Land im Osten Thüringens. Das Gebäude ist ein Kulturdenkmal.

## Geschichte
Die Gottesackerkirche wurde in der Zeit von 1635 bis 1651 im Stil der italienischen Spätrenaissance nach dem Plan des Altenburger Baumeisters Christoph Richter errichtet. Die Saalkirche mit fünf Fensterachsen in Korinthischer Ordnung ist an der Südseite über eine doppelläufige Treppe durch das Hauptportal mit Portikus erschlossen. Die Sakristei ist an das eingezogene, fünfseitige Chorpolygon angebaut. Die Kirche schließt den 1529 angelegten Friedhof südlich ab. Das Gotteshaus wurde von 1717 bis 1817 noch als Garnisonkirche und bis in die 1970er Jahre als Friedhofskirche genutzt. Von 1813 bis 1840 war der Bau profaniert. Das Deckenbild der Dreifaltigkeit verziert die Kanzel mit Goldelementen. Die Orgel baute Karl Ernst Poppe aus Altenburg im Jahr 1845.

## Grundstein
Der Bürgermeister Johann Christoph Richter legte am 28. August 1638 den Grundstein, in diesem Stein ist eine Metalltafel mit folgendem Text eingestochen:

Seine herzliche Durchlaucht Friedrich Wilhelm II., Herzog zu Sachsen-Altenburg, 1639–1669; Dr. Bernhard Bertram, Geheimer Rat und Kanzler; als Bauverordnete:

Herr Johann Christoph Richter, Bürgermeister; Herr David Faber, Stadtvogt; Herr Jacob Meise, Kämmerer; Herr Ernst Böttiger, Geschossherr.

## Instandsetzungen
Umbau- und Instandsetzungsarbeiten fanden von 1835 bis 1840 und 1911 bis 1912 statt. Bei Untersuchungen an der Dachkonstruktion wurde im Holz Hausschwamm gefunden, somit war eine Sanierung dringend geboten. Nach dieser Maßnahme wurde das Hauptdach neu mit Schiefer eingedeckt, gleichzeitig wurde eine neue Blitzschutzanlage installiert. Ebenso wurde die erneuerte Dachentwässerung an das Kanalnetz angeschlossen. Bei der zweiten Instandsetzung wurde eine Umgestaltung des Außenbaus im Stil der Hochrenaissance durchgeführt.

## Friedhof
Der Haupteingang zum kirchlichen Friedhof ist ein neugotisches Bauensemble. Im Zentrum der dreiteiligen Anlage befindet sich die Kapelle, eine Basilika ohne Querschiff. Der eingezogene Chor im Westen schließt sich polygonal an. Die drei Gebäude sind durch Arkadengänge miteinander verbunden.